# آرتور پول (بازیکن فوتبال)
آرتور پول (انگلیسی: Arthur Poole؛ زادهٔ) بازیکن فوتبال است.
از باشگاه‌هایی که در آن بازی کرده‌است می‌توان به باشگاه فوتبال پورت ویل اشاره کرد.